# Sarcophaga spininervis
Sarcophaga spininervis är en tvåvingeart som först beskrevs av Thomson 1869.  Sarcophaga spininervis ingår i släktet Sarcophaga och familjen köttflugor.
Artens utbredningsområde är Filippinerna. Inga underarter finns listade i Catalogue of Life.